# مصنع سيارات كيا الجزائر
مصنع كيا الجزائر هو مصنع سابق لتجميع السيارات، كان مقره في المنطقة الصناعية ببلدية جرمة في ولاية باتنة، الجزائر. تأسس المشروع بشراكة بين مجموعة "غلوبال جروب" الجزائرية وشركة كيا موتورز الكورية الجنوبية، وكان يُعد عند إطلاقه أحد المشاريع الطموحة في قطاع صناعة السيارات في البلاد.

## التأسيس والإنشاء
تم وضع حجر الأساس للمصنع في عام 2017 على مساحة تقدر بـ 250 ألف متر مربع. أُعلن عن المشروع كشراكة تمت وفقًا لقاعدة 51/49، حيث تمتلك مجموعة "غلوبال جروب" الجزائرية الحصة الأكبر.
كان من المخطط أن تصل القدرة الإنتاجية للمصنع إلى 100,000 سيارة سنويًا، وهو ما دفع مسؤولي شركة كيا لوصفه بأنه سيكون أكبر مصنع للعلامة في إفريقيا. كان المصنع يهدف إلى تجميع أربعة طرازات رئيسية:
- كيا بيكانتو
- كيا ريو
- كيا سيراتو
- الشاحنة الخفيفة كيا K2700

نصت الاتفاقية على تحقيق نسبة إدماج تدريجية للمكونات المصنعة محليًا تصل إلى 50%، وكان من المتوقع أن يوفر المشروع حوالي 1600 فرصة عمل.

## الجدل وتوقف النشاط
بدأ المصنع نشاطه في فترة شهد فيها قطاع تركيب السيارات في الجزائر نموًا كبيرًا، ولكنه واجه انتقادات واسعة بسبب اعتماده على استيراد هياكل سيارات شبه كاملة (SKD/CKD)، وهو ما اعتبره الكثيرون "استيرادًا مقنعًا" يفتقر إلى صناعة حقيقية ونقل للتكنولوجيا.
في عام 2019، وبعد تغيرات سياسية في الجزائر، فتحت السلطات تحقيقات واسعة في قضايا فساد مرتبطة بقطاع تركيب السيارات، شملت العديد من رجال الأعمال الناشطين في هذا المجال. نتيجة لهذه التحقيقات وتغيير الحكومة لسياستها تجاه قطاع السيارات بشكل جذري، توقف نشاط معظم مصانع التركيب في البلاد، بما في ذلك مصنع كيا في باتنة.